# Methoxetamin
Methoxetamin (MXE) oder 3-MeO-2’-Oxo-PCE gehört strukturell zur Gruppe der  Arylcyclohexylamine und ist damit ein Derivat des Ketamins, das auch strukturelle Eigenschaften mit Eticyclidin und 3-MeO-PCP gemein hat. Es wird vermutet, dass Methoxetamin als NMDA-Rezeptorantagonist und Dopamin-Wiederaufnahmehemmer wirkt, dies wurde allerdings nur für die NMDA-Rezeptorwirkung formal nachgewiesen. Methoxetamin unterscheidet sich von vielen anderen dissoziativen Anästhetika dadurch, dass es speziell für die Distribution auf halblegalen Märkten entwickelt wurde.

## Stereochemie
Methoxetamin ist eine chirale Verbindung, die ein asymmetrisch substituiertes Kohlenstoffatom enthält. Die Verbindung liegt daher in der Regel als 1:1-Gemisch (Racemat) von zwei spiegelbildlichen Molekülen (Enantiomeren) vor, die sich in bestimmten physikalischen Eigenschaften und physiologischen Wirkungen unterscheiden können. Durch geeignete Synthesestrategien (siehe auch: enantiomerenreine Arzneistoffsynthese) oder Trennverfahren (Racematspaltung) lassen sich gezielt die einzelnen Stereoisomere isolieren. Nach der folgenden Synthese fällt Methoxetamin als Racemat an.

## Synthese
Durch Umsetzung von 3-Methoxybenzonitril mit Cyclopentylmagnesiumbromid wird das entsprechende Keton erhalten. Mit elementarem Brom entsteht ein tertiäres Bromid. Dies hydrolysiert in Gegenwart von Ethylamin und erhält dabei sowohl eine Hydroxygruppe und die Imin-Funktion. Durch Erhitzen lagert diese Verbindung zum Methoxetamin um.

## Wirkung
Bisher wurde durch die ähnliche Bindungsweise am NMDA-Glutamat-Rezeptor eine ähnliche Wirkung wie die des Ketamins beschrieben, wie z. B. dissoziatives Erleben, erhöhter Puls (Tachykardie) und erhöhter Blutdruck (arterielle Hypertonie). Allerdings ist durch die 3-Methoxy-Substituierung die schmerzlindernde Wirkung des MXE durch die Bindung am µ1-Opioid-Rezeptor stärker ausgeprägt als bei Ketamin; im Gegensatz zur dissoziativen Wirkung, die schwächer ausgeprägt ist. Weiterhin sind Euphorie, Empathie, Halluzinationen, Schwindel, Verwirrtheitszustände, motorische Störungen und kurzfristiger Gedächtnisverlust als Wirkungen beschrieben. Mangels Langzeitstudien ist nichts über die Toxizität von MXE  bekannt, daher kann es bei Missbrauch zu gesundheitlichen Problemen kommen.

## Rechtslage

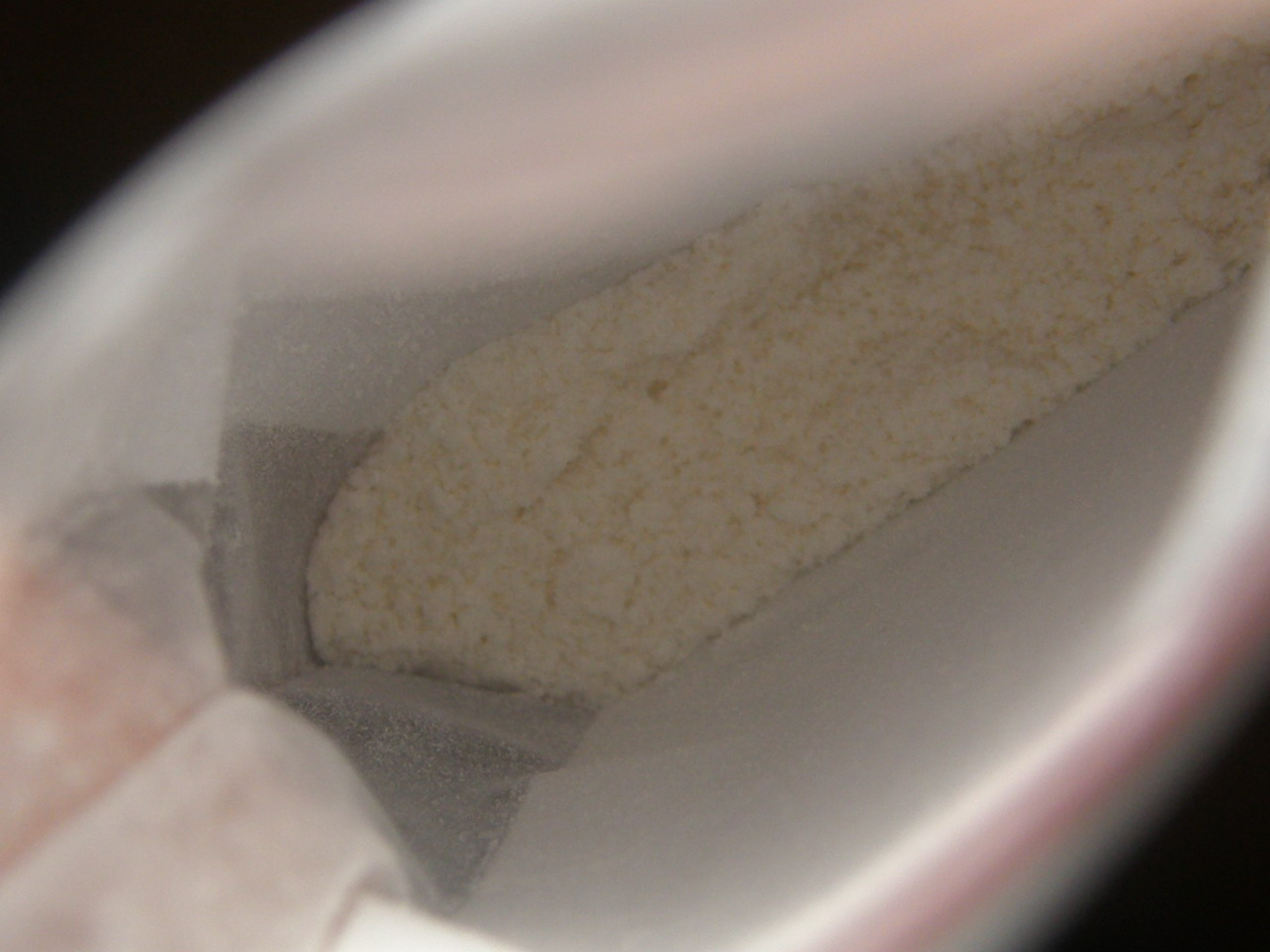
Methoxetaminkristalle

- Deutschland

In Deutschland ist Methoxetamin seit 17. Juli 2013 mit der 27. Betäubungsmittel-Änderungsverordnung in der Anlage I des Betäubungsmittelgesetz aufgeführt und damit als nicht verkehrsfähiger Stoff klassifiziert.
- Europäische Union

Am 25. September 2014 hat die EU unter anderem Methoxetamin verboten. Die Herstellung und der Verkauf der Substanz ist somit seit 2. Oktober 2015 untersagt.